# ملة بادي (بهمئي غرمسيري الشمالي)
ملة بادي (بالفارسية: مله بادی) هي قرية تقع في إيران في قسم بهمئي غرمسیري الشمالي الريفي.